# Lophostoma evotis
Lophostoma evotis é uma espécie de morcego da família Phyllostomidae. Pode ser encontrada no México, Belize, Guatemala e Honduras.